# غيغليستوك
غيغليستوك (بالإنجليزية: Giglistock)‏ هو أحد جبال سلسلة جبال الألب أوري وجزء من القمة الأم داماستوك يقع في كانتون برن، سويسرا. يبلغ ارتفاع الجبل حوالي 2900 متر، بينما يبلغ ارتفاع نتوء الجبل 166 متر.